# كارل ستارفيلت
كارل ستارفيلت (مواليد 1 يونيو 1995  م) ستوكهولم في السويد، هو لاعب كرة قدم سويدي يلعب كمدافع في نادي سيلتيك.

## مسيرته الكروية
بدأ ستارفيلت مسيرته مع نادي برومابويكارنا وظهر لأول مرة في الدوري السويدي الممتاز ضد نادي كالمار، وفي 30 مارس 2014، انتقلإلى نادي غوتبورغ.
في 13 يوليو 2019 ، وقع عقدًا لمدة 4 سنوات مع نادي الدوري الروسي الممتاز روبين كازان.
في 21 يوليو 2021 ، وقع ستارفيلت على عقد لمدة أربع سنوات مع نادي سيلتيك الذي يلعب في الدوري الاسكتلندي الممتاز.

## مسيرته الدولية
خاض كارل مباراتين مع منتخب السويد تحت 19 عام في 2014، كما استدعي للمنتخب السويدي لأول مرة في 30 سبتمبر 2020 قبل مبارياتهم ضد روسيا وكرواتيا والبرتغال في أكتوبر 2020. لعب أول مرة دولية له في مباراة ودية ضد روسيا في 8 أكتوبر 2021، حيث لعب 90 دقيقة في مركز قلب الدفاع، وانتهت المباراة بفوز السويد 2-1.

## الإنجازات

### نادي سيلتيك
- كأس الدوري الاسكتلندي : 2021[6]

## روابط خارجية
- كارل ستارفيلت على موقع الاتحاد الدولي (مؤرشف)  (الإنجليزية)
- كارل ستارفيلت على موقع الاتحاد الأوربي (الإنجليزية)
- كارل ستارفيلت على موقع اتحاد السويد (السويدية)
- كارل ستارفيلت على موقع إي إس بي إن إف سي (الإنجليزية)
- كارل ستارفيلت على موقع قاعدة بيانات كرة القدم.إي يو (الإنجليزية)
- كارل ستارفيلت على موقع ناشيونال فوتبول تيمز (الإنجليزية)
- كارل ستارفيلت على موقع Soccerbase.com (لاعب) (الإنجليزية)
- كارل ستارفيلت على موقع Soccerway.com (الإنجليزية)
- كارل ستارفيلت على موقع عالم كرة القدم.نت (الإنجليزية)